# 心のともしび
『心のともしび』（こころのともしび）は、宗教法人カトリック善き牧者の会によるカトリック系布教番組。ラジオとテレビ、インターネットで放送され、半世紀以上の歴史がある。
同会による、同名の機関紙もある。

## 概要
元メリノール宣教会会員、カトリック東京大司教区司祭のアメリカ人神父ジェームス・ハヤット(James Hyatt、1922年 - 2009年)が、1952年にカトリック京都司教区・河原町教会で創始した『カトリック善き牧者の会』 (Good Shepherd Movement) の宣教番組である。1954年に来日して広報や英語教育に関わったパトリック・オダナヒュー神父も加わり英語教育のためのYBUイングリッシュセンターを設立し、指導に携わった。
1964年から盟友のグレアム・マクドナル(Graham McDonnell)神父が「心のともしび運動」に携わるようになる。
同会は京都府から1995年に宗教法人認可を得たが、永らく続いた任意団体時代より表に名を出すことを極力控え、対外的には『心のともしび運動（本部）』、東北地方では『心のともしびYBU本部』（YBU＝「善き牧者の運動」の略）等の名称を用いている。
テレビ版、ラジオの姉妹番組『太陽のほほえみ』では、「暗いと不平を言うよりも、すすんであかりをつけましょう」の運動スローガンで開始する。

## ラジオ版『心のともしび』
- 1957年に京都放送（当時の愛称：KHK、現在の愛称：KBS京都）で放送開始。ハヤット神父が私財を投じ自ら企画出演するミニ番組だったが、協賛者を得て徐々にネット局を拡大した。
- 主に月曜日 - 土曜日の早朝に放送しているが、番組の歴史上、現在でも早朝以外に放送しているネット局もあることから、番組冒頭では朝の挨拶（「皆様お早うございます」など）ではなく、「皆様ごきげんいかがですか」と挨拶するが、クリスマスに当たる12月25日放送分では「皆様クリスマスおめでとうございます」と挨拶し、元日分、あるいは新年最初の放送分は「皆様明けましておめでとうございます」と挨拶する。また、土曜日分を日曜日に放送、あるいは土曜日分を割愛するネット局もあり、それらに対する配慮から、エンディングの「ではまたあした!」の件を、金曜および週末分のみ「ではまた!」に変更している。さらに、年内最後の放送では「それでは皆様、どうぞ良いお年をお迎えくださいませ!」と締めくくっている。
- 『太陽のほほえみ』と『心のともしび』の両方をネットしていた局の中には、IBC岩手放送などのように、前者を早朝に、後者を深夜に放送する局もあった。

### 番組内容
ラジオ放送の原稿は、1957年から7年間、ハヤット神父がすべて書いていたが、1964年になった時、カトリックの作家や、先生たちから執筆の協力を得られるようになった。そこで、神父は、夜は執筆者の方々の原稿で"心のともしび"番組を放送し、朝は、新しくラジオ番組"太陽のほほえみ"の放送を開始した。その話はすべてハヤット神父によるものであった。司会進行は、開始当初はハヤット神父自ら出演していたがハヤット神父はこれら二つの番組の朗読者について、1964年に神父が俳優座の田中千禾夫に相談した時に、女優の河内桃子を紹介された。当初、河内は朗読にあまり乗り気ではなく、田中の紹介による仕事でもあったので、1、2か月位経ったら断ろうと思っていたが、結果的には34年間休むことなく朗読を続けた。のちに河内は坪井木の実を推薦し、坪井が後任となった。
- 現在のオープニング - テーマ曲である、ベートーヴェンの交響曲第6番『田園』の第1楽章の一部にのせ、「心に愛がなければ　どんなに美しい言葉も　相手の胸に響かない - 聖パウロの言葉より - カトリック教会がお送り（お届け）する『心のともしび』」で開始する。執筆者による"心のともしび"番組が放送されるようになった時、ハヤット神父は話を朗読する前に、何か聖書の言葉をと思い、田中澄江に相談した。そして、選んだ言葉が"心に愛がなければ、どんなに美しい言葉も相手の胸に響かない"（聖パウロのコリント人への第1の手紙の13章を参考）だった。ベートーヴェンの調べとともに、この言葉が流れ、話を朗読するようになったのであった[注釈 1]。

当初存在した、ハヤット神父の肉声による「暗いと不平を言うよりも - 」の運動スローガンは沿革の途中から省かれ、現在はエンディングで読まれる。
- 毎月ひとつのテーマを定め、それに沿って複数のカトリック信徒から寄せられた手記を朗読して行く番組構成である。なお、進行・朗読が河内になってから約7年間続いた時、朗読ではなく、執筆者がマイクの前に立ち、電波を通して全国の聴取者に語りかけるようになった。1996年に以前のように朗読形式になった。姉妹番組の太陽のほほえみは従来通り河内による朗読での番組として放送した。

聖職者を始め、各界から選ばれた20数名の信徒が信仰譚を寄せている。
- エンディング - カトリック教会の聖書、あるいは公式サイトの案内、「暗いと不平を言うよりも、すすんであかりをつけましょう」と読み上げて終了した。テーマソングはオープニングと同一である。

12月に関しては1日 - 25日の間、「ヨセフとマリアが…」ではじまるイエス・キリストの生い立ちの話（ルカによる福音書の2章に拠る）となっている。また、テーマ曲も普段はオープニングと同一であるが、この期間に関しては【今日、キリストは生まれたまいぬ／アンサンブル・エクレジア】に変更となる。
2022年2月度は「心のともしび運動開始70周年」記念として、かつて放送された『太陽のほほえみ』のテーマソングであった「メリメント（Merriment）」を使用し、聖書や公式サイトの案内に代わって70周年記念コメント、その後「暗いと不平を言うよりも～」のコメントへ続けている。

### ネット局
※2022年9月現在。各局とも5分枠。制作局のKBS京都を除き平日の時間帯を基準に放送時間の早い順（平日・土曜同時間帯→平日・土曜異時間帯→平日・日曜異時間帯→平日のみの放送）から記載。
| 放送対象地域   | 放送局名                                        | 放送時間                          | 備考 |
| -------------- | ----------------------------------------------- | --------------------------------- | --- |
| 京都府・滋賀県 | KBS京都 KBS滋賀                                 | 平日 5:55 - 6:00 土曜 5:15 - 5:20 | 制作局 近畿広域圏のMBSラジオと並行放送 |
| 広島県         | 中国放送（RCC）                                 | 月曜 - 土曜 5:00 - 5:05           | |
| 山形県         | 山形放送（YBC）                                 | 月曜 - 土曜 5:10 - 5:15           | |
| 石川県         | 北陸放送（MRO）                                 | 月曜 - 土曜 5:15 - 5:20           | |
| 岩手県         | IBC岩手放送                                     | 月曜 - 土曜 5:20 - 5:25           | |
| 島根県・鳥取県 | 山陰放送（BSS）                                 | 月曜 - 土曜 5:20 - 5:25           | |
| 福島県         | ラジオ福島（rfc）                               | 月曜 - 土曜 5:25 - 5:30           | |
| 山梨県         | 山梨放送（YBS）                                 | 月曜 - 土曜 5:25 - 5:30           | |
| 岡山県         | RSK山陽放送                                     | 月曜 - 土曜 5:25 - 5:30           | |
| 山口県         | 山口放送（KRY）                                 | 月曜 - 土曜 5:25 - 5:30           | |
| 沖縄県         | 琉球放送（RBCiラジオ）                          | 月曜 - 土曜 5:25 - 5:30           | |
| 秋田県         | エフエム秋田（AFM）                             | 月曜 - 土曜 5:55 - 6:00           | |
| 青森県         | エフエム青森（AFB）                             | 月曜 - 土曜 6:50 - 6:55           | 『ONE MORNING』（平日）内 『サタ☆スポ』（土曜）内 |
| 札幌市         | 札幌コミュニティ放送局 （ラジオカロスサッポロ） | 月曜 - 土曜 11:55 - 12:00         | 再放送を月曜 - 木曜 14:55 - 15:00、金曜 13:55 - 14:00 、日曜 21:55 - 22:00 に放送 コミュニティ放送局唯一のネット局で北海道域が放送エリアのSTVラジオと並行放送、ただし、放送対象地域は札幌市中央区・北区・東区・西区・白石区・厚別区の各一部のみ。 また、放送時間も唯一早朝以外での放送。 |
| 富山県         | 北日本放送（KNB）                               | 平日 5:00 - 5:05 土曜 5:30 - 5:35 | |
| 徳島県         | 四国放送（JRT）                                 | 平日 5:10 - 5:15 土曜 6:10 - 6:15 | |
| 静岡県         | 静岡放送（SBS）                                 | 平日 5:20 - 5:25 土曜 5:40 - 5:45 | |
| 宮崎県         | 宮崎放送（mrt）                                 | 平日 5:20 - 5:25 土曜 6:20 - 6:25 | |
| 長崎県・佐賀県 | 長崎放送（NBC） NBCラジオ佐賀                   | 平日 5:25 - 5:30 土曜 6:35 - 6:40 | |
| 愛媛県         | 南海放送（RNB）                                 | 平日 5:25 - 5:30 土曜 6:45 - 6:50 | |
| 大分県         | 大分放送（OBS）                                 | 平日 5:25 - 5:30 土曜 7:05 - 7:10 | |
| 関東広域圏     | ニッポン放送（LF）                              | 平日 5:35 - 5:40 土曜 5:25 - 5:30 | 『上柳昌彦 あさぼらけ』（平日）内 『徳光和夫 とくモリ!歌謡サタデー』（土曜）内 |
| 北海道         | STVラジオ                                       | 平日 5:35 - 5:40 土曜 5:00 - 5:05 | 2025年3月31日より、『上柳昌彦 あさぼらけ』（ニッポン放送制作）5時台同時ネットに伴い、平日のみニッポン放送と同時ネットに変更。 札幌市中央区などが放送エリアの札幌コミュニティ放送局と並行放送                                                                                             |
| 兵庫県         | ラジオ関西（CRK）                               | 平日 5:35 - 5:40 日曜 6:05 - 6:10 | 2025年3月31日より、『上柳昌彦 あさぼらけ』（ニッポン放送制作）5時台同時ネットに伴い、平日のみニッポン放送と同時ネットに変更。 近畿広域圏のMBSラジオと並行放送 |
| 近畿広域圏     | MBSラジオ                                       | 平日 5:45 - 5:50 土曜 4:55 - 5:00 | 近畿広域圏内の府県域局KBS・CRK・wbsと並行放送 |
| 福井県         | 福井放送（FBC）                                 | 平日 6:45 - 6:50 土曜 5:50 - 5:55 | |
| 熊本県         | 熊本放送（RKK）                                 | 平日 5:15 - 5:20 日曜 6:05 - 6:10 | |
| 新潟県         | 新潟放送（BSN）                                 | 平日 5:25 - 5:30 日曜 6:20 - 6:25 | |
| 高知県         | 高知放送（RKC）                                 | 平日 5:20 - 5:25 日曜 6:35 - 6:40 | |
| 福岡県         | RKBラジオ                                       | 平日 5:25 - 5:30 日曜 6:00 - 6:05 | |
| 鹿児島県       | 南日本放送（MBC）                               | 平日 5:25 - 5:30 日曜 6:05 - 6:10 | |
| 長野県         | 信越放送（SBC）                                 | 平日 5:25 - 5:30 日曜 6:15 - 6:20 | |
| 和歌山県       | 和歌山放送（wbs）                               | 平日 6:35 - 6:40 日曜 6:15 - 6:20 | 近畿広域圏のMBSラジオと並行放送 |
| 中京広域圏     | 東海ラジオ放送（SF）                            | 平日 5:45 - 5:50                  | 『first touch』（平日）内 |
| 宮城県         | エフエム仙台（Date fm）                         | 平日 5:55 - 6:00                  | [ 5 ] |

### 過去に放送した局
かつては県域・広域問わずほぼ全ての放送エリアをカバーし、最大38局（札幌コミュニティ放送局を除く）までネットしていたが、広域放送局と県域放送局の重複並行放送を解消し広域局に一本化して番組を打ち切る県域局が関東・中京圏で発生している（対象放送局は太字記載）。また、最近ではこれらに関係なくインターネットの普及や隣接放送局の電波状況等の理由で番組を打ち切り、対象地域で全く放送しない県域局も現れてきている。
| 放送対象地域 | 放送局名                       | 終了時点での放送時間              | 備考・打ち切り理由など |
| ------------ | ------------------------------ | --------------------------------- | --- |
| 青森県       | 青森放送（RAB）                | 平日 5:25 - 5:30 日曜 6:20 - 6:25 | 2014年3月にエフエム青森へ移行した。 |
| 秋田県       | 秋田放送（ABS）                |                                   | 「太陽のほほえみ」終了後の1996年4月にエフエム秋田へ移行した。 |
| 宮城県       | 東北放送（TBC）                | 月曜 - 土曜 5:25 - 5:30           | 「太陽のほほえみ」終了後の1996年4月にエフエム仙台へ移行した。 |
| 茨城県       | 茨城放送（Lucky FM）           | 月曜 - 土曜 6:22 - 6:27           | 『Morningナビ!!』内 終了時期は不明。編成上の都合による。 終了まで関東広域圏のニッポン放送と並行放送していた。 |
| 栃木県       | 栃木放送（CRT）                | 平日 6:30 - 6:35                  | （月 - 木）『ビタミンとちぎ』内 （金）『ビタミンとちぎ週末版』内 終了時期は不明。編成上の都合による。 終了まで関東広域圏のニッポン放送と並行放送していた。 なお、ニッポン放送は同県も放送エリアとしてるため、CRTで放送していなかった土曜日放送分は打ち切り以前からニッポン放送で聴取可能。                               |
| 関東広域圏   | 文化放送（QR）                 |                                   | 理由は下記特記事項参照 |
| 神奈川県     | ラジオ関東（現・RFラジオ日本） |                                   | 理由は下記特記事項参照 |
| 岐阜県       | 岐阜放送ラジオ（ぎふチャン）   | 月曜 - 土曜 6:20 - 6:25           | 終了時期は不明だが2021年度の放送をもって終了した模様。編成上の都合による。 終了まで中京広域圏の東海ラジオ放送と並行放送していた。 ただし、東海ラジオは週末版（土曜および日曜）の放送がないため、放送終了とともに週末版放送分は打ち切られた。なお、東海ラジオは同県を放送エリアとしているため平日に限り引き続き聴取可能。 |
| 香川県       | 西日本放送（RNC）              | 平日 6:30 - 6:35 土曜 6:55 - 7:00 | 終了時期は不明。編成上の都合による。 放送対象地域で当県だけが打ち切り後未放送となった。 打ち切り後は、近隣の民放局（RSK・JRT・CRK・RNBなど）で聴取可能。 |
| 福岡県       | 九州朝日放送（KBCラジオ）      |                                   | 1968年9月にRKBラジオに移行した。 |

### 特記事項
- 関東地方での放送は当初、カトリック修道会の聖パウロ修道会が筆頭株主である関係で文化放送[6]で放送していたが、1960年頃にラジオ関東に移行したが、再び文化放送へ移行した。その後当時ニッポン放送で放送していたプロテスタント系番組『世の光』と入れ替わる形で1968年9月3日放送分から移行した。その後『太陽のほほえみ』という姉妹番組が作られ、1964年8月から1996年3月まで[7]放送した。
- 公式サイトでは不思議のメダイのプレゼントがある。また、「幸せのおとずれ」「カトリック要理の友」という本もかつてプレゼントしていたが、現在は終了し、その内容は公式サイト内で公表している。

## テレビ版『心のともしび』
- 読売新聞社社主である正力松太郎とその長男の正力亨（当時読売ジャイアンツオーナー）の理解と支援を得て、1966年10月より日本テレビ放送網の制作・配信により、週末早朝の15分枠で放送を開始した。当初はモノクロ放送だったが、1972年4月29日放送分からカラー放送となった[8]。
- オープニングは蝋燭の映像に、ハヤット神父の肉声による「暗いと不平を言うよりも、すすんであかりをつけましょう」の運動スローガンが被るものだったが、途中から女性ナレーターの声に変更したり、字幕スーパーだけだったりした時期もある。
- 司会は三國一朗→近藤雅廣（レデンプトール会司祭）→末盛千枝子（すえもりブックス代表）・村田望（声楽家）→塚田若乃（女優、1994年 - 1998年3月）。
- スタジオに信徒を招いて、信仰譚を語らせる対談形式が主だった。初期には番組後半にハヤット、マクドナル両神父らが登場し、説教するコーナーを設けていた。
- 1972年 ローマ教皇庁でパウロ6世の世界初の単独謁見番組を制作した。
- 1981年1月 ヨハネ・パウロ2世来日にともない、特別番組『ローマ法王をお迎えしてーヤング＆ホープ大集会ー』を制作した。司会は徳光和夫（当時、日本テレビアナウンサー）とカトリック信者であるアグネス・チャンが務めた。教皇を出迎えたハヤット神父は、抱擁され永年の功徳を讃えられる[2]。
- 1998年4月以降、山梨放送に制作が表面的に移り、日本テレビでは放送を終了した。NNN系列局では、静岡第一テレビ（開局前はテレビ静岡で放送）、テレビ金沢（開局前は石川テレビで放送）、中京テレビ放送、日本海テレビジョン放送、広島テレビ放送（4局化時に広島ホームテレビから移行）が、未ネットもしくは打ち切った。
- 2001年以降は、BS日テレとNNN系列の若干局、東京MXテレビ、テレビ神奈川、京都放送、TVQ九州放送、琉球放送（JNN）、スカイ・A、楽天TVで放送した。
- 2006年3月、「キー局未放送によって全信徒の7割が視聴不能な状況にあり、放送の意味を見出すことが困難になった」と悲嘆する声明を出しいったん終了した。同年7月に、スカイ・A『心の時間』の土曜日枠[9]で、東本願寺と入れ替わりに『心のともしび運動本部』の団体名で復活した（火曜日枠は『比叡の光』＝共にKBS京都制作）。
- 2019年11月30日の放送をもってテレビ版は終了（但し番組表に（終）マークはなかった）し、地上波時代から数えて53年1か月の放送にピリオドを打った。